# 白石水库 (乐清)
白石水库是中国浙江省温州市乐清市境内的一座水库，位于白石溪上，建于1958年。水库正常库容为1040万立方米，集雨面积为49平方千米，海拔为36.7米。